# William Jordan (acteur)
Pour les articles homonymes, voir Jordan et William Jordan (homonymie).
William Jordan, né le 13 octobre 1937 à Milan (Indiana), est un acteur américain.

## Filmographie partielle

### Au cinéma
- 1964 : Un homme comme tant d'autres (Vivre comme un homme, Nothing But a Man) : Teenager
- 1970 : To Catch a Pebble
- 1970 : Un homme nommé cheval (A Man Called Horse) : Bent
- 1972 : Deathmaster : Monk
- 1972 : La Rage au cœur : Maj. Coopr
- 1973 : Blue Demon y Zovek en La invasión de los muertos
- 1974 : À cause d'un assassinat (The Parallax View) d'Alan J. Pakula : Tucker's Aide
- 1977 : The Private Files of J. Edgar Hoover : le président John F. Kennedy
- 1978 : Gray Lady Down : Waters
- 1978 : The Buddy Holly Story : Riley
- 1983 : Hambone and Hillie : Bert Rollins
- 1996 : Kingpin : Mr. Boorg
- 1997 : Contact : Chairman of Joint Chiefs
- 2005 : Brooklyn Lobster : John Evans
- 2008 : Terra Firma : Barman

### À la télévision
- 1975 : The Kansas City Massacre de Dan Curtis
- 1976 : The Disappearance of Aimee d'Anthony Harvey
- 1980 : Beyond Westworld (série télévisée)
- 1986 : Les Reines de la nuit (Beverly Hills Madam) de Harvey Hart